# Saint-Vaast-en-Chaussée

Saint-Vaast-en-Chaussée este o comună în departamentul Somme, Franța. În 1 ianuarie 2022 avea o populație de 503 de locuitori.